# Quercus laurina
Espèce
Synonymes
- Dryopsila laurina (Bonpl.) Raf.[1]
- Quercus barbinervis Benth.[1]
- Quercus caeruleocarpa Trel.[1]
- Quercus lanceolata Bonpl.[1]
- Quercus major (A.DC.) Trel.[1]
- Quercus nitens var. major A.DC.[1]
- Quercus orizabae Liebm.[1]
- Quercus roseovenulosa Trel.[1]
- Quercus salicifolia Benth.[1]
- Quercus tlapuxahuensis A.DC.[1]

Statut de conservation UICN

 LC  : Préoccupation mineure
Quercus laurina est une espèce d'arbres du sous-genre Quercus et de la section Lobatae. L'espèce est présente au Guatemala et au Mexique.

## Liste des variétés
Selon Tropicos (10 mars 2020) (Attention liste brute contenant possiblement des synonymes) :
- variété Quercus laurina var. barbinervis (Benth.) Wenz.
- variété Quercus laurina var. major (A. DC.) Wenz.
- variété Quercus laurina var. ocoteaefolia (Liebm.) Wenz.
- variété Quercus laurina var. podocarpa (A. DC.) Wenz.